# Jaskinia Marmurowa
Jaskinia Marmurowa – jaskinia w Dolinie Miętusiej w Tatrach Zachodnich. Wejście do niej znajduje się w zboczu Gładkiego Upłaziańskiego, w górnej części Kazalnicy Miętusiej, w pobliżu Jaskini Lejbusiowej, na wysokości 1771 metrów n.p.m. Długość jaskini wynosi 681 metrów, a jej deniwelacja 150,5 metrów.

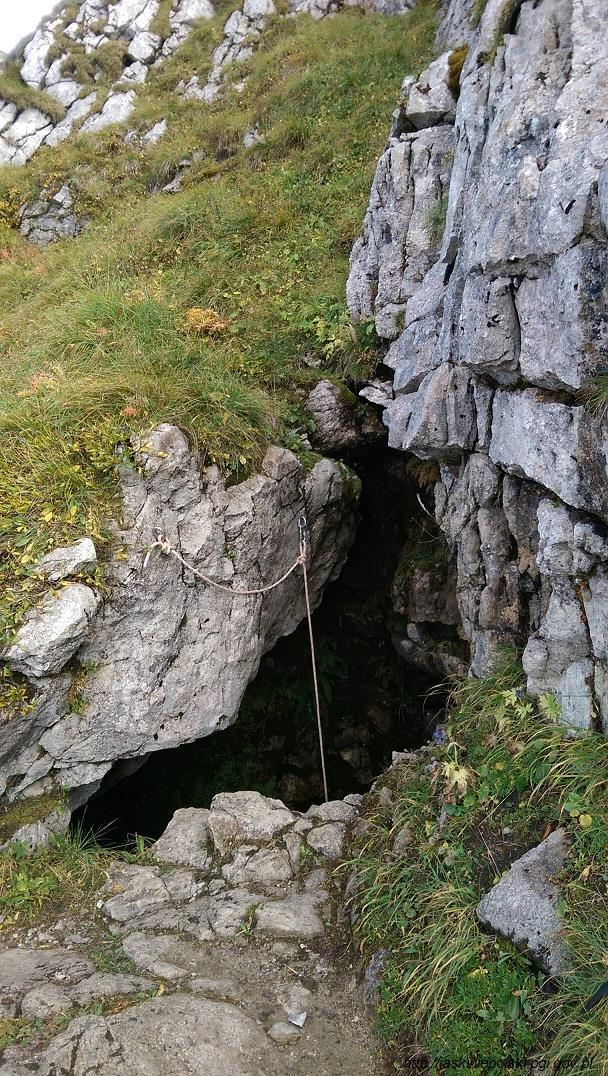
Otwór jaskini

## Opis jaskini
Marmurowa jest typową jaskinią o rozwinięciu pionowym. Zaczyna się studnią (13 metrów głębokości), która przechodzi w następną studnię nazywaną Plecami Murzyna (I Studnia). Między studniami jest wejście do idącego w górę Komina KKTJ, gdzie znajduje się najwyższy punkt jaskini +24 m. Na dnie Pleców Murzyna jaskinia rozwidla się na trzy ciągi. Jeden z nich to Meander Dudzińskiego kończący się szczeliną, drugi to Meander KKTJ również kończący się szczeliną. Trzeci, główny ciąg idzie przez pochylnię do II Studni (22 metry głębokości). Dno studni to Sala Deszczu. Stąd odchodzą dwa ciągi:
Dno Piaskownica. Z najniższej części Sali Deszczu idzie przekop doprowadzający do Studni Kandydata (50 metrów głębokości). Na jej dnie zaczyna się Meander Trzech Pytań prowadzący przez studzienkę do sali Marzenie Prezesa. Stąd przez Próg Młota dochodzi się do studzienek Piaskownica I i Piaskownica II. Znajduje się tu najniższy punkt jaskini – 126 m.
Dno Worek. Z Sali Deszczu przez próg i szczelinę dochodzi się do III Studni nazywanej Czarną Basztą (48 metrów głębokości). Na jej dnie znajduje się korytarzyk Worek. Znajduje się tu stare dno jaskini – 86 m.

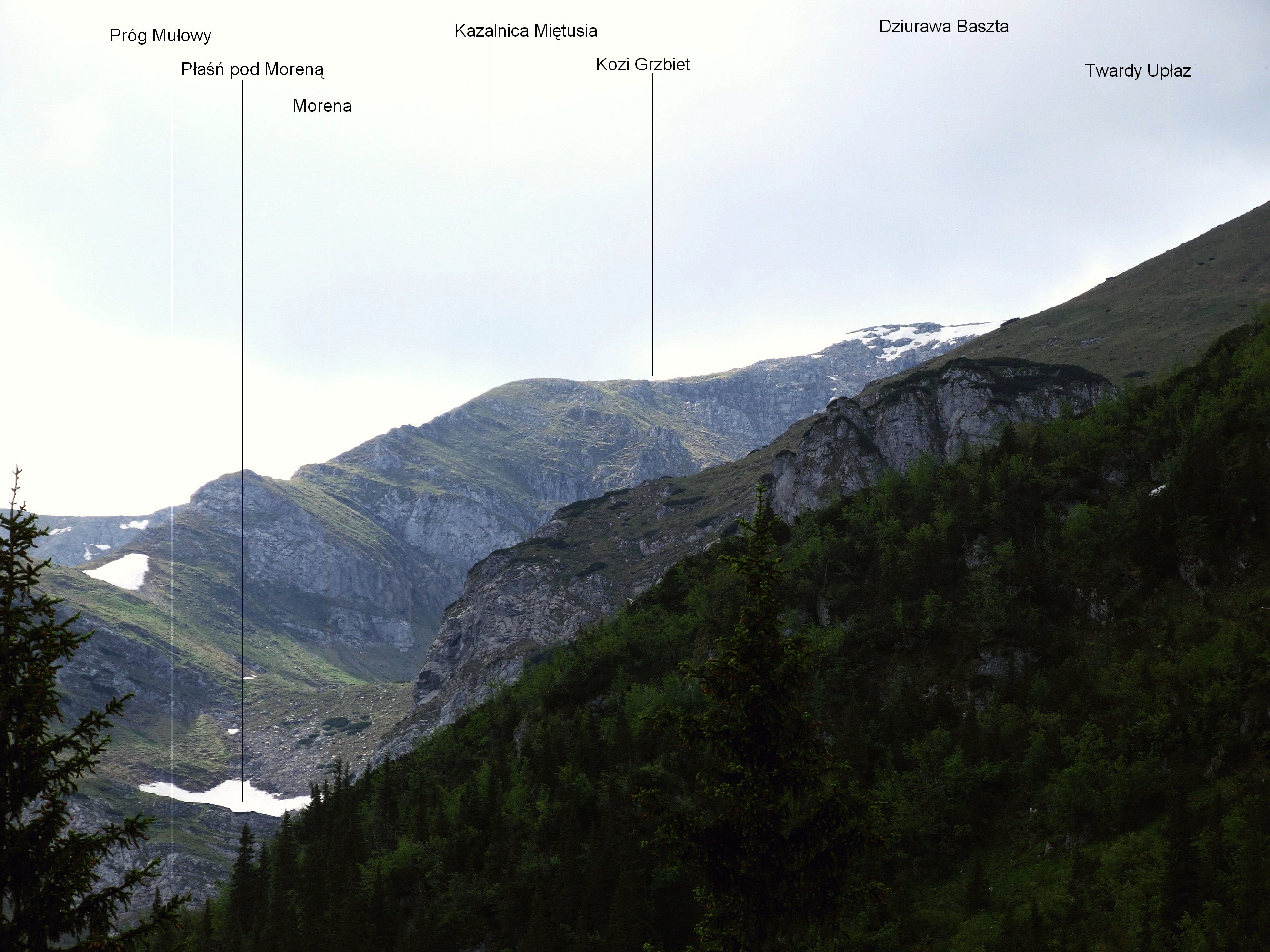
Kazalnica Miętusia

## Przyroda
W jaskini brak jest nacieków. W wejściowej studni oraz Sali Deszczu pada silny deszcz podziemny. Nie występują w niej stałe cieki wodne.
Jaskinię zamieszkują nietoperze.

## Historia odkryć
Otwór jaskini był od dawna znany góralom, a pierwsi grotołazi dotarli do niej w 1960 roku.
W 1961 roku osiągnięto stare dno jaskini.
W 1981 roku odkryto Komin KKTJ.
W 1986 roku zostaje wykonany przekop do Studni Kandydata i osiągnięte dno w Piaskownicy.